# Вест-Сайд-Хайвей
Шосе Джо Ді Маджіо, зазвичай називають Вест-Сайд-гайвей (раніше Міллерське шосе; англ. West Side Highway) — переважно наземна ділянка довжиною 8,72 км шосе 9A штату Нью-Йорк, що йде з заходу 72-ї вулиці вздовж річки Гудзон до південного краю Мангеттена в Нью-Йорку. Шосе замінило West Side Elevated Highway, побудоване між 1929 і 1951 роками, який було закрито в 1973 році через занедбаність і відсутність технічного обслуговування, і було демонтовано в 1989 році. На північ від 72-ї вулиці проїжджа частина продовжується на північ як Генрі Гадсон Парквей.
Нинішнє шосе було завершено до 2001 року, але потребувало реконструкції після терактів 11 вересня того ж року, коли обвал Всесвітнього торгового центру спричинив падіння сміття на прилеглі території, пошкодивши шосе. Шосе використовує наземні вулиці, які існували до будівництва естакади: Вест-стріт, Одинадцята авеню та Дванадцята авеню. Коротка ділянка Дванадцятої авеню все ще проходить між 125-ю та 138-ю вулицями під віадуком Ріверсайд-Драйв. Одинадцята авеню — окрема вулиця на північ від 22-ї вулиці. Ділянка між Західною 42-ю вулицею та Канал-стріт є частиною Лінкольнського шосе.

## Вест-стріт
Шосе починається від Беттері-парку поблизу гирла тунелю Бруклін-Беттері, де також приймає транспорт з південної кінцевої зупинки Іст-Рівер-драйв Франкліна Д. Рузвельта. Звідти маршрут пролягає неподалік від Всесвітнього торгового центру на вулиці Весі. Маршрут продовжується під цією назвою, проходячи повз численні пірси вздовж річки Гудзон до Гансевоорт-стріт у районі Мітпекінг, де вона вливається Одинадцятою авеню.